# Incorporation du Tibet à la république populaire de Chine
 (juillet 2021).
L'incorporation du Tibet à la république populaire de Chine est le processus par lequel celle-ci a établi sa souveraineté sur l'État tibétain, devenu indépendant de facto à la chute de l'empire Qing en 1912. Malgré les efforts du gouvernement tibétain pour faire reconnaître son indépendance au niveau international, moderniser son armée et négocier avec la Chine, la défaite de l'armée tibétaine à Chamdo en 1950 contraignit celui-ci à signer en 1951 l'« accord en 17 points sur la libération pacifique du Tibet ». Ce gouvernement est resté en place jusqu'à l'échec du soulèvement de 1959 et la fuite en Inde du 14e dalaï-lama. Les aspects juridiques de cette incorporation sont contestés.

## Contexte
Au XVIIIe siècle, l'Empire britannique domine l'Inde. Dans le courant du XIXe siècle, il transforme cette domination en partie de son Empire et prend le contrôle du Népal, du Sikkim, de la Birmanie et du Bhoutan, seul le Tibet échappant, dans l'Himalaya à l'influence britannique. Durant plusieurs décennies, le Royaume-Uni a eu des relations avec le Tibet par l'intermédiaire de l'Empire chinois mandchou de la Dynastie Qing, qui conservait la souveraineté sur le Tibet, notamment via un gouverneur local (Amban) et des troupes mongoles sur la région. En 1903, le Royaume-Uni envahit le territoire tibétain, provoquant la fuite de Thubten Gyatso, 13e dalaï-lama en Mongolie extérieure et faisant du Tibet un protectorat via un « traité inégal », la convention entre la Grande-Bretagne et le Tibet.

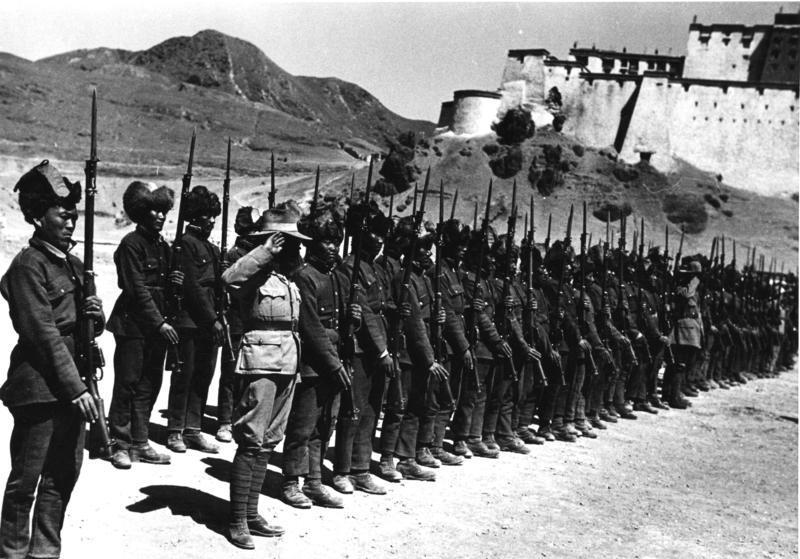
L'armée tibétaine, habillée, armée et entraînée par les Britanniques et les Indiens du Raj britannique.

Après la chute de la dynastie Qing, l'expulsion des commissaires mandchous (amban, etc.) de la Dynastie Qing au Tibet et l'échec en 1912 de l'expédition de secours montée par la république de Chine, l'essentiel du territoire de l'actuelle Région autonome du Tibet connaît une indépendance de facto, sous la supervision des Britanniques. Des régions frontalières demeurent sous le contrôle du Kuomintang ou de seigneurs de la guerre locaux. Le gouvernement tibétain ne parvient à contrôler l'ensemble de son territoire[Lequel ?] qu'en 1917. La société tibétaine, dans l'entre-deux-guerres, demeure pour l'essentiel dans un état médiéval ; les efforts de Thubten Gyatso pour moderniser l'armée tibétaine échouent, notamment du fait de l'opposition de l'aristocratie locale et des moines. À la suite du traité de Pékin (1906) interdisant les relations en dehors de la Chine à d'autres pays que l'Empire britannique, le Tibet n'a guère de contacts avec le monde extérieur. Seul le Royaume-Uni, sa colonie du Raj Britannique et les États-Unis finançant notamment les opérations du Parti nationaliste chinois (Kuomintang) contre la révolution communiste y ont accès.
En juillet 1949, alors que les communistes chinois prennent l'avantage dans la guerre civile chinoise afin de prévenir toute agitation politique chinoise au Tibet, le gouvernement tibétain expulse la délégation de la Chine nationaliste. Le 1er novembre de la même année, alors que la république populaire de Chine vient d'être proclamée, le gouvernement du Tibet adresse à Mao Zedong une lettre demandant que la Chine respecte l'indépendance du Tibet et rende les territoires annexés par les nationalistes. 
En mars 1950, après plusieurs tentatives pour fixer un lieu de pourparlers, une délégation tibétaine rencontre à New Delhi le général Yuan Zhongxian, ambassadeur de la république populaire de Chine, qui leur transmet une proposition en trois points, impliquant que le Tibet soit considéré comme partie intégrante de la Chine, et que la Chine soit responsable de la défense comme des relations commerciales du Tibet. La délégation tibétaine répond que le Tibet souhaite entretenir avec la Chine des relations étroites, « de prêtre à paroissien », mais entend conserver son indépendance, et n'a pas besoin d'être « libéré », n'étant plus menacé par l'impérialisme de l'Inde, du Royaume-Uni ou du Kuomintang, ce qui rend inutile le stationnement de troupes chinoises au Tibet. Tandis que le gouvernement tibétain délibère sur la proposition chinoise à Lhassa, l'armée chinoise avance vers la frontière tibétaine, qu'elle traverse le 7 octobre.

## Invasion et Accord en 17 points
Après avoir traversé la frontière, l'Armée populaire de libération encercle rapidement les troupes tibétaines à Chamdo ; la ville est prise le 19 octobre, après des combats ayant entraîné la mort de 114 soldats de l'APL. Environ 180 soldats tibétains auraient été tués ou blessés dans les combats ; Thomas Laird parle pour sa part de 5 000 Tibétains « liquidés » lors de l'invasion chinoise. Selon le témoignage du 14e dalaï-lama, les soldats chinois se sont comportés correctement avec les civils. Les combats se limitent à la région frontalière ; après la prise de Chamdo, les Chinois envoient un émissaire à Lhassa pour proposer la reprise des négociations, et attendent la réponse des délégués tibétains à Pékin. Le 23 mai 1951, les représentants tibétains, qui avaient été mandatés pour établir une liaison radio entre Pékin et Yatoung, signent l'Accord en 17 points sur la « libération pacifique du Tibet », qui reconnaît le bien-fondé de l'intervention chinoise, autorise l'APL à stationner au Tibet et prévoit le maintien d'une autonomie régionale tibétaine ainsi que de l'autorité du dalaï-lama. Les troupes chinoises pénètrent ensuite sans heurt à Lhassa.

## Après 1951

Tenzin Gyatso (14e dalaï-lama), en compagnie de Mao Zedong et de Choekyi Gyaltsen, (10e panchen-lama) à Pékin en 1954.

Pendant plusieurs années, le gouvernement tibétain demeure en place au Tibet, à l'exception de la région de Chamdo occupée par l'APL en 1950, qui est sous l'autorité d'un comité de libération. Le gouvernement du Tibet conserve durant cette période un large degré d'autonomie et peut maintenir l'ensemble des structures sociales traditionnelles. Le 22 avril 1956, le gouvernement chinois crée le Comité préparatoire à l'établissement de la région autonome du Tibet, dans le but officiel de préparer la transformation du Tibet en une région autonome de la République populaire.
En 1956, des affrontements, causés par l'opposition à la réforme agraire, commencent dans la région de Kham, située hors du territoire de la région autonome, mais peuplée de Tibétains. L'insurrection s'étend jusqu'à Lhassa et débouche sur le soulèvement de 1959, qui est écrasé par les troupes chinoises. Le dalaï-lama fuit le Tibet et dénonce les accords avec la Chine ; le gouvernement tibétain est dissous et le Comité préparatoire se substitue à lui. En 1965, la Région autonome du Tibet est officiellement constituée. Le dalaï-lama anime quant à lui en Inde un gouvernement tibétain en exil. Les indépendantistes tibétains dénoncent une politique meurtrière menée par la Chine au Tibet, et qui aurait causé jusqu'à 1,2 million de morts,. Aucun consensus n'existe cependant quant au nombre de victimes directement causées par la répression politique chinoise, et le « génocide tibétain » dénoncé par les milieux pro-indépendantistes n'est pas reconnu au niveau international. Aux plans social, démographique et culturel, la Chine suit une politique de sinisation du Tibet via l'assimilation culturelle, l'installation en masse au Tibet de populations de l'ethnie Han, et, de nos jours, l'adoption de l'économie de marché.

## Contestations
Pour le juriste Michael van Walt van Praag, la Chine occupe le Tibet.
Pour Paul Hyer (en), l'intégration du Tibet à la République populaire de Chine dans les années 1950 s'est faite par la force, mais le statut du Tibet n'a jamais trouvé de solution qui avantage les Tibétains ni la majorité de ses sympathisants. Le Tibet a fait l'objet de nombreux écrits polémiques, les Chinois soutenant que le Tibet est simplement une partie de la Chine alors que les preuves confirment que le Tibet a une longue histoire séparée avec une culture et une langue distinctes. Alors que le débat s'éternise, les Tibétains continuent de maintenir un gouvernement en exil.